# Farah rud
Farah rud (persiska: فراه رود), eller Darya-ye Farah, är ett vattendrag i Afghanistan. Det ligger i provinsen Farah, i den västra delen av landet. Vid tillräckligt stort flöde når Farah rud fram till och mynnar i norra delen av Hamunsjön.